# Olympische Jugend-Sommerspiele 2018/Beachhandball
Bei den Olympischen Jugend-Sommerspielen 2018 in Buenos Aires wurden zwei Wettbewerbe in der Beachhandball ausgetragen.
Die Wettbewerbe fanden vom 7. bis zum 13. Oktober statt.
Jedes Nationale Olympische Komitee (NOC) durfte maximal pro Geschlecht zwei Mannschaften in einer der Mannschaftssportarten (Futsal, Beachhandball, Hockey, und 7-er Rugby) stellen, einzig die gastgebende Nation durfte in jeder Mannschaftssportart eine Mannschaft nominieren. Die Qualifikationsplätze wurden über die erstmals ausgetragenen Beachhandball-Juniorenweltmeisterschaften 2017 vergeben.

## Offizielle und Schiedsrichter
Nominell Verantwortlicher Event Delegate war der Präsident des Weltverbandes IHF, Hassan Moustafa.
Acht Personen waren von der IHF als Technical Officials und Medical Officials entsandt, die unter anderem für den reibungslosen Ablauf der Spiele verantwortlich waren:
| - Emir Bešlija - Ciro Cardone | - Attila Heim - Mateja Kavčič | - Cristian Anuar Navarette - Garett Perkins | - Ivan Sabovik - Denise Westhäusler |

Für die Jugendspiele wurden acht Schiedsrichterpaare berufen. Sowohl die weiblichen Paarungen als auch die männlichen Paarungen wurden ohne Rücksicht auf die Geschlechter in beiden Turnieren eingesetzt. Da im Allgemeinen drei Spiele gleichzeitig durchgeführt wurden, kamen die Schiedsrichterpaare vergleichsweise oft zum Einsatz.
| - Mery Laura Diaz - Lorena Mac Coll - Flavio Assis - Sydney Antonio Dos Santos | - Hani Shaker Majeed - Hassan Shamsan Mohammad - Luciano Cardone - Sebastiano Manuele | - Tea Vidović - Nataša Višnjić - Anna Gaweł - Edyta Jaworska | - Boris Mandak - Mario Rudinsky - Johan Gomér - Martin Gomér |

Als Athlete Role Model fungierten der jeweils dreimalige Weltmeister und World-Games-Sieger im Beachhandball Gil Pires aus Brasilien und die ehemalige Welthandballerin Andrea Lekić aus Serbien.

## Jungenturnier
Am Turnier der Jungen nahmen folgende Nationen teil:
| Teilnehmer  | Teilnehmer | Teilnehmer        |
| ----------- | ---------- | ----------------- |
| Argentinien | Italien    | Portugal          |
| Paraguay    | Spanien    | Chinesisch Taipeh |
| Uruguay     | Kroatien   | Thailand          |
| Venezuela   | Ungarn     | Mauritius         |

Ursprünglich qualifizierten sich neben dem Gastgeber aus Argentinien über die Beachhandball-Juniorenweltmeisterschaften 2017 auf Mauritius für einen Startplatz aus Afrika die Gastgeber aus Mauritius (vor Togo und Südafrika), für den Startplatz Ozeaniens Australien (vor Neuseeland), für die beiden Startplätze der Amerikas Venezuela und Paraguay, für die beiden Startplätze Asiens Taiwan (Chinesisch Taipeh) und Thailand (vor Pakistan). Für die drei Startplätze Europas qualifizierten sich Spanien, Italien und Russland (vor Portugal).
Italien und Russland hatten sich auch für das Jungenturnier im Futsal qualifiziert. Italien entschied sich dazu, den Startplatz im Beachhandball in Anspruch zu nehmen, Russland im Futsal. Somit rückte Portugal als bestes europäisches Team der Juniorenweltmeisterschaft nach. Australien entschied sich dafür, am Hockeyturnier teilzunehmen. Somit wäre Neuseeland nachgerückt, entschied sich aber auch dagegen, womit der Startplatz Ozeaniens unbesetzt blieb. Die beiden letzten freien Plätze wurden an Länder vergeben, die in keinen anderen Mannschaftssportarten Qualifikationsplätze hatten, Uruguay und Kroatien.

### Vorrunde
Die Vorrundenspiele wurden vom 8. bis zum 13. Oktober ausgetragen.

#### Gruppe A
| Rang | Land              | Spiele | Tore    | Punkte |
| ---- | ----------------- | ------ | ------- | ------ |
| 1    | Ungarn            | 5      | 209:189 | 10     |
| 2    | Spanien           | 5      | 220:163 | 8      |
| 3    | Thailand          | 5      | 226:209 | 6      |
| 4    | Venezuela         | 5      | 195:188 | 4      |
| 5    | Chinesisch Taipeh | 5      | 176:214 | 2      |
| 6    | Uruguay           | 5      | 157:220 | 0      |

| Spanien           | – | Thailand          | 48:41 (2:1) |
| Venezuela         | – | Ungarn            | 38:32 (0:2) |
| Chinesisch Taipeh | – | Uruguay           | 47:46 (2:1) |
| Uruguay           | – | Spanien           | 20:42 (0:2) |
| Ungarn            | – | Chinesisch Taipeh | 38:34 (2:0) |
| Thailand          | – | Venezuela         | 46:37 (2:0) |
| Venezuela         | – | Chinesisch Taipeh | 43:35 (2:0) |
| Thailand          | – | Uruguay           | 49:42 (2:0) |
| Spanien           | – | Ungarn            | 43:40 (1:2) |
| Ungarn            | – | Thailand          | 54:38 (2:1) |
| Chinesisch Taipeh | – | Spanien           | 32:45 (0:2) |
| Venezuela         | – | Uruguay           | 47:23 (2:0) |
| Spanien           | – | Venezuela         | 42:30 (2:0) |
| Chinesisch Taipeh | – | Thailand          | 28:34 (0:2) |
| Uruguay           | – | Ungarn            | 26:35 (0:2) |

#### Gruppe B
| Rang | Land        | Spiele | Tore    | Punkte |
| ---- | ----------- | ------ | ------- | ------ |
| 1    | Argentinien | 5      | 220:187 | 10     |
| 2    | Kroatien    | 5      | 210:158 | 8      |
| 3    | Portugal    | 5      | 214:149 | 6      |
| 4    | Italien     | 5      | 216:181 | 4      |
| 5    | Mauritius   | 5      | 124:240 | 2      |
| 6    | Paraguay    | 5      | 141:210 | 0      |

| Italien     | – | Paraguay    | 44:30 (2:0) |
| Spanien     | – | Thailand    | 48:41 (2:1) |
| Argentinien | – | Kroatien    | 43:41 (2:1) |
| Portugal    | – | Mauritius   | 57:18 (2:0) |
| Mauritius   | – | Italien     | 20:58 (0:2) |
| Kroatien    | – | Portugal    | 37:34 (2:1) |
| Paraguay    | – | Argentinien | 25:38 (0:2) |
| Argentinien | – | Portugal    | 40:39 (2:1) |
| Paraguay    | – | Mauritius   | 35:34 (1:2) |
| Italien     | – | Kroatien    | 32:38 (0:2) |
| Kroatien    | – | Paraguay    | 47:25 (2:0) |
| Portugal    | – | Italien     | 37:28 (2:0) |
| Argentinien | – | Mauritius   | 43:28 (2:1) |
| Italien     | – | Argentinien | 54:46 (1:2) |
| Portugal    | – | Paraguay    | 47:26 (2:0) |
| Mauritius   | – | Kroatien    | 24:37 (0:2) |

### Hauptrunde
Die Hauptrundenspiele sowie die Consolation-Round-Spiele wurden vom 11. bis 13. Oktober ausgetragen.
| Rang | Land        | Spiele | Tore    | Punkte |
| ---- | ----------- | ------ | ------- | ------ |
| 1    | Spanien     | 5      | 230:198 | 8      |
| 2    | Argentinien | 5      | 235:225 | 6      |
| 3    | Portugal    | 5      | 194:187 | 4      |
| 4    | Kroatien    | 5      | 195:210 | 4      |
| 5    | Thailand    | 5      | 230:241 | 4      |
| 6    | Ungarn      | 5      | 202:225 | 4      |

| Ungarn   | – | Portugal    | 30:36 (0:2) |
| Spanien  | – | Kroatien    | 52:36 (2:0) |
| Thailand | – | Argentinien | 60:58 (2:1) |
| Ungarn   | – | Kroatien    | 34:42 (0:2) |
| Thailand | – | Portugal    | 34:42 (0:2) |
| Spanien  | – | Argentinien | 41:38 (2:0) |
| Spanien  | – | Portugal    | 46:43 (2:1) |
| Thailand | – | Kroatien    | 37:39 (2:0) |
| Ungarn   | – | Argentinien | 44:25 (2:0) |

| Spiel um Platz 5 |   |        |             |
| Thailand         | – | Ungarn | 34:47 (0:2) |

| Halbfinale 1 |   |          |             |
| Argentinien  | – | Portugal | 44:49 (1:2) |
| Halbfinale 2 |   |          |             |
| Spanien      | – | Kroatien | 52:47 (2:1) |

| Spiel um Platz 3 |   |          |             |
| Argentinien      | – | Kroatien | 37:32 (2:0) |

| Finale   |   |         |             |
| Portugal | – | Spanien | 38:44 (1:2) |

#### Consolation Round
| Rang | Land              | Spiele | Tore    | Punkte |
| ---- | ----------------- | ------ | ------- | ------ |
| 1    | Venezuela         | 5      | 224:135 | 10     |
| 2    | Italien           | 5      | 236:178 | 8      |
| 3    | Chinesisch Taipeh | 5      | 209:179 | 6      |
| 4    | Uruguay           | 5      | 192:227 | 2      |
| 5    | Paraguay          | 5      | 158:212 | 2      |
| 6    | Mauritius         | 5      | 127:215 | 2      |

| Venezuela         | – | Paraguay  | 48:23 (2:0) |
| Chinesisch Taipeh | – | Mauritius | 41:19 (2:0) |
| Uruguay           | – | Italien   | 31:43 (1:2) |
| Mauritius         | – | Italien   | 20:58 (0:2) |
| Venezuela         | – | Mauritius | 36:16 (2:0) |
| Chinesisch Taipeh | – | Italien   | 37:43 (0:2) |
| Uruguay           | – | Paraguay  | 37:42 (1:2) |
| Venezuela         | – | Italien   | 50:38 (2:0) |
| Chinesisch Taipeh | – | Paraguay  | 49:38 (2:0) |
| Uruguay           | – | Mauritius | 45:38 (2:0) |

| Spiel um Platz 11 |   |           |             |
| Paraguay          | – | Mauritius | 39:36 (2:0) |
| Spiel um Platz 9  |   |           |             |
| Chinesisch Taipeh | – | Uruguay   | 42:43 (2:1) |
| Spiel um Platz 7  |   |           |             |
| Venezuela         | – | Italien   | 50:38 (2:0) |

### Endergebnis
| Platz | Land        | Athleten |
| ----- | ----------- | --- |
| 1     | Spanien     | Domingo Jesús Luis Mosquera, David Martínez Rodríguez, Carlos González Villegas, Sergio José Venegas Rodríguez, Pau Ferré Andreu, Guillermo García-Cabañas Carques, Adrián Bandera Fernández, Sergio Pérez Manzanares, Pedro Rodríguez Serrano |
| 2     | Portugal    | Nuno Brito, André Sousa, Nuno Almeida, Rafael Paulo, Salvador Salvador, Diogo Ferreira, Miguel Neves, João Gonçalves, André Silva |
| 3     | Argentinien | Nahuel Baptista, José Basualdo, Francisco Daudinot, Nicolás Dieguez, Elian Jesús Goux, Nicolás Millet, Alejo Novillo, Tomás Paez Alarcon, Julián Santos                                                                                        |

## Mädchenturnier
Am Turnier der Mädchen nahmen folgende Nationen teil:
| Teilnehmer         | Teilnehmer  | Teilnehmer        |
| ------------------ | ----------- | ----------------- |
| Argentinien        | Niederlande | Russland          |
| Paraguay           | Ungarn      | Chinesisch Taipeh |
| Venezuela          | Kroatien    | Hongkong          |
| Amerikanisch-Samoa | Türkei      | Mauritius         |

Qualifiziert waren automatisch die Gastgeberinnen aus Argentinien. Die weiteren Startplätze wurden anhand der Platzierungen bei den Juniorenweltmeisterschaften 2017 auf Mauritius vergeben. Für die beiden Startplätze der Amerikas qualifizierten sich dort Venezuela und Paraguay (Brasilien trat nicht an), für die Startplätze Asiens Thailand und China (vor Taiwan und Hongkong), den afrikanischen Startplatz bekamen die Gastgeberinnen aus Mauritius (Togos Mannschaft trat nicht an). Den Startplatz Ozeaniens gewann Amerikanisch-Samoa für sich (vor Australien), für die drei Startplätze Europas konnten sich Ungarn, die Niederlande und Portugal (vor Spanien und Kroatien) qualifizieren.
Chinesisch Taipeh (Taiwan) und China hatten sich auch für das Mädchenturnier im Hockey qualifiziert und Portugal für das Futsalturnier. Chinesisch Taipeh entschied sich als Nachrücker für die Teilnahme am Beachhandballturnier, Portugal für Futsal, China für Hockey. Auch Thailand nahm den Startplatz nicht wahr, sondern trat im Beachvolleyball an. Dafür rückte Hongkong nach, womit beide Startplätze Asiens von Nachrückern besetzt wurden. Auch die ersten europäischen Nachrückerinnen aus Spanien entschieden sich für eine Teilnahme am Beachvolleyball, somit rückte Kroatien ins Feld auf. Die übrigen beiden freien Plätze wurden an Nationen ohne Qualifikationsplätze in anderen Sportarten vergeben, Russland und die Türkei.

### Vorrunde
Die Vorrundenspiele wurden vom 8. bis zum 13. Oktober ausgetragen.

#### Gruppe A
| Rang | Land               | Spiele | Tore    | Punkte |
| ---- | ------------------ | ------ | ------- | ------ |
| 1    | Ungarn             | 5      | 228:123 | 10     |
| 2    | Kroatien           | 5      | 169:102 | 8      |
| 3    | Chinesisch Taipeh  | 5      | 220:138 | 6      |
| 4    | Russland           | 5      | 230:168 | 4      |
| 5    | Amerikanisch-Samoa | 5      | 91:213  | 2      |
| 6    | Mauritius          | 5      | 42:236  | 0      |

| Ungarn             | – | Amerikanisch-Samoa | 42:13 (2:0) |
| Chinesisch Taipeh  | – | Russland           | 51:41 (2:0) |
| Kroatien           | – | Mauritius          | 30:6 (2:0)  |
| Mauritius          | – | Ungarn             | 6:51 (0:2)  |
| Russland           | – | Kroatien           | 26:37 (0:2) |
| Amerikanisch-Samoa | – | Chinesisch Taipeh  | 9:57 (0:2)  |
| Chinesisch Taipeh  | – | Kroatien           | 21:36 (0:2) |
| Amerikanisch-Samoa | – | Mauritius          | 38:15 (2:0) |
| Ungarn             | – | Russland           | 68:45 (2:1) |
| Russland           | – | Amerikanisch-Samoa | 57:16 (2:0) |
| Kroatien           | – | Ungarn             | 24:34 (0:2) |
| Chinesisch Taipeh  | – | Mauritius          | 56:9 (2:0)  |
| Ungarn             | – | Chinesisch Taipeh  | 43:35 (2:0) |
| Kroatien           | – | Amerikanisch-Samoa | 42:15 (2:0) |
| Mauritius          | – | Russland           | 6:61 (0:2)  |

#### Gruppe B
| Rang | Land        | Spiele | Tore    | Punkte |
| ---- | ----------- | ------ | ------- | ------ |
| 1    | Niederlande | 5      | 215:175 | 10     |
| 2    | Argentinien | 5      | 186:121 | 8      |
| 3    | Paraguay    | 5      | 141:179 | 6      |
| 4    | Venezuela   | 5      | 177:170 | 4      |
| 5    | Türkei      | 5      | 136:183 | 2      |
| 6    | Hongkong    | 5      | 89:180  | 0      |

| Niederlande | – | Paraguay    | 32:16 (2:0) |
| Argentinien | – | Türkei      | 40:20 (2:0) |
| Venezuela   | – | Hongkong    | 31:20 (2:0) |
| Hongkong    | – | Niederlande | 11:51 (0:2) |
| Türkei      | – | Venezuela   | 27:38 (0:2) |
| Paraguay    | – | Argentinien | 16:37 (0:2) |
| Argentinien | – | Venezuela   | 37:28 (2:0) |
| Paraguay    | – | Hongkong    | 31:19 (2:0) |
| Niederlande | – | Türkei      | 38:21 (2:0) |
| Türkei      | – | Paraguay    | 38:41 (1:2) |
| Venezuela   | – | Niederlande | 36:49 (1:2) |
| Argentinien | – | Hongkong    | 37:13 (2:0) |
| Niederlande | – | Argentinien | 44:35 (2:0) |
| Venezuela   | – | Paraguay    | 44:37 (1:2) |
| Hongkong    | – | Türkei      | 26:30 (0:2) |

### Hauptrunde
Die Hauptrundenspiele sowie die Consolation-Round-Spiele wurden vom 11. bis 13. Oktober ausgetragen.
| Rang | Land              | Spiele | Tore    | Punkte |
| ---- | ----------------- | ------ | ------- | ------ |
| 1    | Niederlande       | 5      | 215:175 | 8      |
| 2    | Ungarn            | 5      | 192:172 | 8      |
| 3    | Argentinien       | 5      | 194:177 | 8      |
| 4    | Kroatien          | 5      | 157:153 | 4      |
| 5    | Chinesisch Taipeh | 5      | 184:212 | 4      |
| 6    | Paraguay          | 5      | 115:168 | 4      |

| Ungarn            | – | Paraguay    | 32:28 (2:0) |
| Kroatien          | – | Argentinien | 35:36 (1:2) |
| Chinesisch Taipeh | – | Niederlande | 47:57 (1:2) |
| Ungarn            | – | Argentinien | 38:41 (1:2) |
| Kroatien          | – | Niederlande | 32:38 (1:2) |
| Chinesisch Taipeh | – | Paraguay    | 37:31 (2:0) |
| Kroatien          | – | Paraguay    | 30:24 (2:0) |
| Chinesisch Taipeh | – | Argentinien | 44:45 (1:2) |
| Ungarn            | – | Niederlande | 45:44 (2:1) |

| Spiel um Platz 5  |   |          |             |
| Chinesisch Taipeh | – | Paraguay | 30:35 (0:2) |

| Halbfinale 1 |   |             |             |
| Ungarn       | – | Argentinien | 40:39 (1:2) |
| Halbfinale 2 |   |             |             |
| Niederlande  | – | Kroatien    | 28:37 (0:2) |

| Spiel um Platz 3 |   |             |             |
| Ungarn           | – | Niederlande | 36:31 (2:0) |

| Finale      |   |          |             |
| Argentinien | – | Kroatien | 32:26 (2:0) |

#### Trostrunde
| Rang | Land               | Spiele | Tore    | Punkte |
| ---- | ------------------ | ------ | ------- | ------ |
| 1    | Russland           | 5      | 229:79  | 10     |
| 2    | Venezuela          | 5      | 197:112 | 8      |
| 3    | Türkei             | 5      | 166:137 | 6      |
| 4    | Hongkong           | 5      | 127:134 | 4      |
| 5    | Amerikanisch-Samoa | 5      | 134:228 | 2      |
| 6    | Mauritius          | 5      | 41:206  | 0      |

| Russland           | – | Hongkong  | 40:10 (2:0) |
| Amerikanisch-Samoa | – | Türkei    | 31:57 (0:2) |
| Mauritius          | – | Venezuela | 4:48 (0:2)  |
| Russland           | – | Türkei    | 36:23 (2:0) |
| Amerikanisch-Samoa | – | Venezuela | 26:58 (0:2) |
| Mauritius          | – | Hongkong  | 10:30 (0:2) |
| Amerikanisch-Samoa | – | Hongkong  | 23:41 (0:2) |
| Mauritius          | – | Türkei    | 6:29 (0:2)  |
| Russland           | – | Venezuela | 35:22 (2:0) |

| Spiel um Platz 11  |   |           |             |
| Amerikanisch-Samoa | – | Mauritius | 33:25 (2:1) |
| Spiel um Platz 9   |   |           |             |
| Türkei             | – | Hongkong  | 39:14 (2:0) |
| Spiel um Platz 7   |   |           |             |
| Russland           | – | Venezuela | 39:37 (2:0) |

### Statistiken
Medaillistinnen
| Platz | Land        | Athleten |
| ----- | ----------- | --- |
| 1     | Argentinien | Lucila Balsas, Caterina Benedetti, Fiorella Corimberto, Belén Aizen, Carolina Ponce, Zoe Turnes, Gisella Bonomi, Jimena Riadigos, Rosario Soto |
| 2     | Kroatien    | Petra Lovrenčević, Saša Sladić, Nika Vojnović, Anja Vida Lukšić, Rea Banić, Mia Tupek, Vanja Perenčević, Mia Bošnjak, Ana Malec                |
| 3     | Ungarn      | Gréta Hadfi, Csenge Braun, Sára Léránt, Klaudia Pintér, Rebeka Benzsay, Dalma Mátéfi, Dorottya Gajdos, Réka Király, Gabriella Landi            |

| Rang | Name                | Punkte | Quote |
| ---- | ------------------- | ------ | ----- |
| 01   | Anna Iwanowa        | 116    | 12,89 |
| 02   | Lynn Klesser        | 115    | 11,50 |
| 03   | Lin Pin-chun        | 113    | 12,56 |
| 04   | Anja Vida Lukšić    | 108    | 10,80 |
| 05   | Csenge Braun        | 095    | 09,50 |
| 06   | Alma Brítez         | 088    | 09,78 |
| 07   | Caterina Benedetti  | 087    | 08,70 |
| 07   | Gisella Bonomi      | 087    | 08,70 |
| 07   | Rebeka Benzsay      | 087    | 08,70 |
| 10   | Chao Yu-chen        | 086    | 09,56 |
| 11   | Sára Léránt         | 086    | 08,60 |
| 12   | Wiktoria Dawydowa   | 085    | 08,50 |
| 13   | Wisleidy Medina     | 080    | 08,89 |
| 14   | Stephanie Floor     | 078    | 08,67 |
| 15   | Nyah Metz           | 077    | 07,70 |
| 16   | Milangela Tovar     | 075    | 08,33 |
| 17   | Lilesky Reolón      | 073    | 08,11 |
| 18   | Beyzanur Türkyılmaz | 070    | 07,78 |
| 19   | Ana Malec           | 069    | 06,90 |
| 20   | Tsai Pei-ling       | 067    | 07,44 |
| 21   | Fiorella Corimberto | 067    | 06,70 |
| 22   | Anna Buter          | 066    | 06,60 |
| 23   | Dorottya Gajdos     | 064    | 06,40 |
| 24   | Jasmine Liu         | 056    | 06,22 |
| 25   | Nika Vojnović       | 056    | 05,60 |

| Rang | Name                | Punkte | Quote |
| ---- | ------------------- | ------ | ----- |
| 01   | Anna Iwanowa        | 116    | 12,89 |
| 02   | Lynn Klesser        | 115    | 11,50 |
| 03   | Lin Pin-chun        | 113    | 12,56 |
| 04   | Anja Vida Lukšić    | 108    | 10,80 |
| 05   | Csenge Braun        | 095    | 09,50 |
| 06   | Alma Brítez         | 088    | 09,78 |
| 07   | Caterina Benedetti  | 087    | 08,70 |
| 07   | Gisella Bonomi      | 087    | 08,70 |
| 07   | Rebeka Benzsay      | 087    | 08,70 |
| 10   | Chao Yu-chen        | 086    | 09,56 |
| 11   | Sára Léránt         | 086    | 08,60 |
| 12   | Wiktoria Dawydowa   | 085    | 08,50 |
| 13   | Wisleidy Medina     | 080    | 08,89 |
| 14   | Stephanie Floor     | 078    | 08,67 |
| 15   | Nyah Metz           | 077    | 07,70 |
| 16   | Milangela Tovar     | 075    | 08,33 |
| 17   | Lilesky Reolón      | 073    | 08,11 |
| 18   | Beyzanur Türkyılmaz | 070    | 07,78 |
| 19   | Ana Malec           | 069    | 06,90 |
| 20   | Tsai Pei-ling       | 067    | 07,44 |
| 21   | Fiorella Corimberto | 067    | 06,70 |
| 22   | Anna Buter          | 066    | 06,60 |
| 23   | Dorottya Gajdos     | 064    | 06,40 |
| 24   | Jasmine Liu         | 056    | 06,22 |
| 25   | Nika Vojnović       | 056    | 05,60 |

| Rang | Name                  | Vorlagen | Quote |
| ---- | --------------------- | -------- | ----- |
| 01   | Rea Banić             | 55       | 5,50  |
| 02   | Wiktoria Dawydowa     | 34       | 3,78  |
| 02   | Chao Yu-chen          | 34       | 3,78  |
| 04   | Csenge Braun          | 33       | 3,30  |
| 05   | Andrea Gaona          | 32       | 3,56  |
| 06   | Sára Léránt           | 30       | 3,00  |
| 07   | Serap Yiğit           | 29       | 3,22  |
| 08   | Anna Buter            | 28       | 2,8   |
| 09   | Lynn Klesser          | 27       | 2,7   |
| 09   | Mia Tupek             | 27       | 2,7   |
| 11   | Danielle Floor        | 26       | 2,89  |
| 11   | Sofja Sawina          | 26       | 2,89  |
| 11   | Lin Pin-chun          | 26       | 2,89  |
| 14   | Tsai Pei-ling         | 25       | 2,78  |
| 15   | Anna Iwanowa          | 24       | 2,67  |
| 16   | Rebeka Benzsay        | 24       | 2,40  |
| 17   | Dorottya Gajdos       | 21       | 2,10  |
| 18   | Beyzanur Türkyılmaz   | 20       | 2,22  |
| 18   | Elif Dalkıç           | 20       | 2,22  |
| 20   | Marie Chloé Hirigoyen | 19       | 2,11  |
| 21   | Fiorella Corimberto   | 19       | 1,90  |
| 22   | Lok Yee Li            | 18       | 2,00  |
| 23   | Nyah Metz             | 18       | 1,80  |
| 24   | Lilesky Reolón        | 17       | 1,89  |
| 25   | Sin Yu Hung           | 16       | 1,78  |
| 26   | Caterina Benedetti    | 16       | 1,60  |

| Rang | Name                  | Vorlagen | Quote |
| ---- | --------------------- | -------- | ----- |
| 01   | Rea Banić             | 55       | 5,50  |
| 02   | Wiktoria Dawydowa     | 34       | 3,78  |
| 02   | Chao Yu-chen          | 34       | 3,78  |
| 04   | Csenge Braun          | 33       | 3,30  |
| 05   | Andrea Gaona          | 32       | 3,56  |
| 06   | Sára Léránt           | 30       | 3,00  |
| 07   | Serap Yiğit           | 29       | 3,22  |
| 08   | Anna Buter            | 28       | 2,8   |
| 09   | Lynn Klesser          | 27       | 2,7   |
| 09   | Mia Tupek             | 27       | 2,7   |
| 11   | Danielle Floor        | 26       | 2,89  |
| 11   | Sofja Sawina          | 26       | 2,89  |
| 11   | Lin Pin-chun          | 26       | 2,89  |
| 14   | Tsai Pei-ling         | 25       | 2,78  |
| 15   | Anna Iwanowa          | 24       | 2,67  |
| 16   | Rebeka Benzsay        | 24       | 2,40  |
| 17   | Dorottya Gajdos       | 21       | 2,10  |
| 18   | Beyzanur Türkyılmaz   | 20       | 2,22  |
| 18   | Elif Dalkıç           | 20       | 2,22  |
| 20   | Marie Chloé Hirigoyen | 19       | 2,11  |
| 21   | Fiorella Corimberto   | 19       | 1,90  |
| 22   | Lok Yee Li            | 18       | 2,00  |
| 23   | Nyah Metz             | 18       | 1,80  |
| 24   | Lilesky Reolón        | 17       | 1,89  |
| 25   | Sin Yu Hung           | 16       | 1,78  |
| 26   | Caterina Benedetti    | 16       | 1,60  |

## Medaillenspiegel
| Medaillenspiegel | Medaillenspiegel | Medaillenspiegel | Medaillenspiegel | Medaillenspiegel | Medaillenspiegel |
| Platz            | Land             | G                | S                | B                | Gesamt           |
| ---------------- | ---------------- | ---------------- | ---------------- | ---------------- | ---------------- |
| 1                | Argentinien      | 1                | –                | 1                | 2                |
| 2                | Spanien          | 1                | –                | –                | 1                |
| 3                | Kroatien         | –                | 1                | –                | 1                |
| 3                | Portugal         | –                | 1                | –                | 1                |
| 5                | Ungarn           | –                | –                | 1                | 1                |
| Total            | Total            | 2                | 2                | 2                | 6                |